# 還流

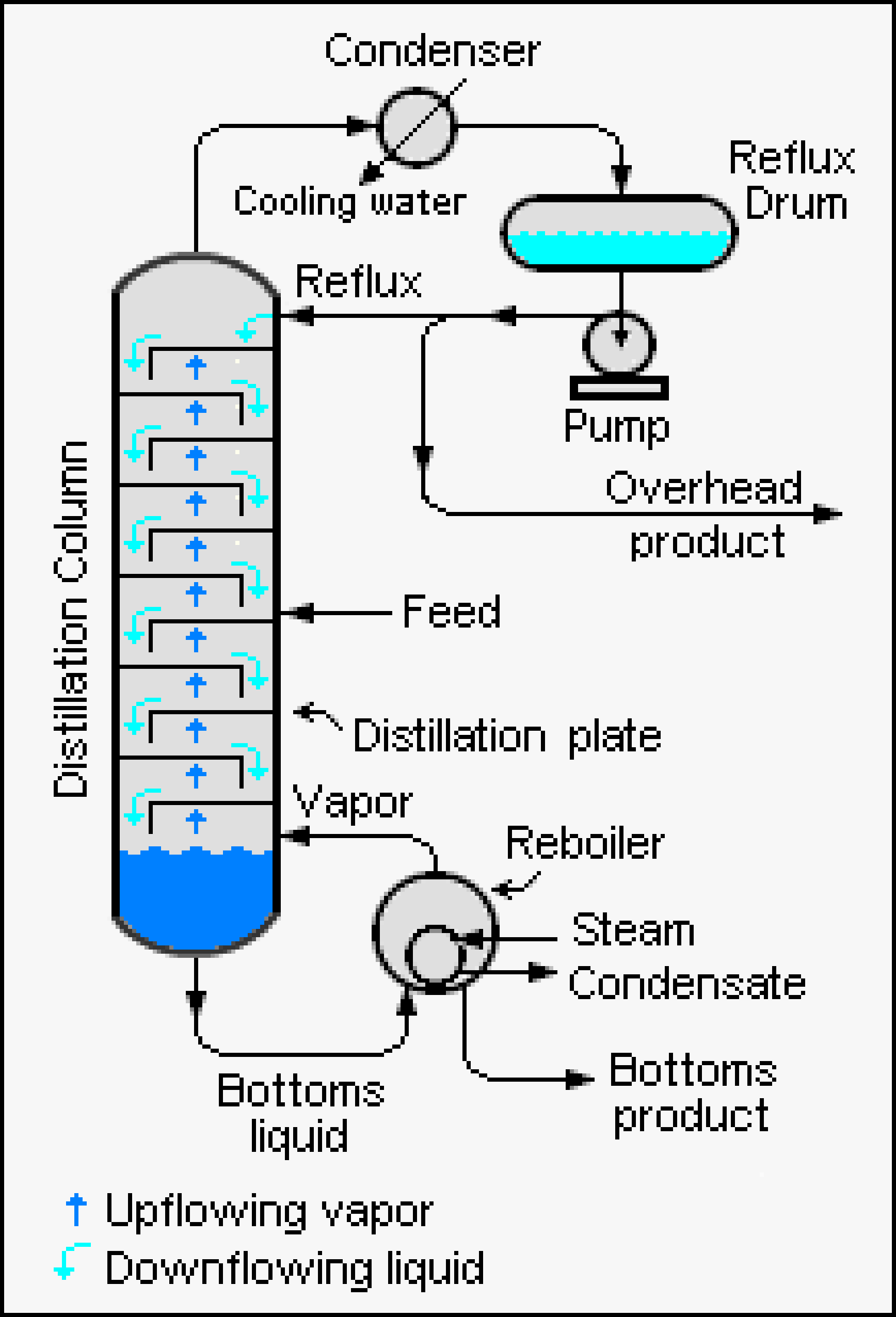
典型的な工業用蒸留塔の還流系

還流（かんりゅう、英: Reflux）は、気体を凝縮させ、この凝縮液を発生源の系に戻す技術のことである。工業用および実験室での蒸留で使用される。また、化学では、長期間にわたって化学反応にエネルギーを供給するために使用される。

## 工業用蒸留における還流
還流という用語は、石油精製所、石油化学製品、化学プラント、天然ガス処理プラントなどの大規模な蒸留塔および分留器を利用する産業で非常に広く使用されている。
この文脈において、還流とは、典型的な工業用蒸留塔の概略図に示すように、蒸留塔または分留器からの塔頂留出液生成物の一部を塔の上部に戻すことを指す。塔内では、下向きに流れる還流液が上昇する蒸気を冷却および凝縮させ、それによって蒸留塔の効率を高める。
所定の理論段数に対してより多くの還流を行うほど、低沸点物質と高沸点物質の分離が良好になる。逆に、所望の分離を行うためには、還流を多くするほど、必要な理論段数は少なくなる。

## 化学反応における還流

加熱による化学反応に用いる実験室用還流器

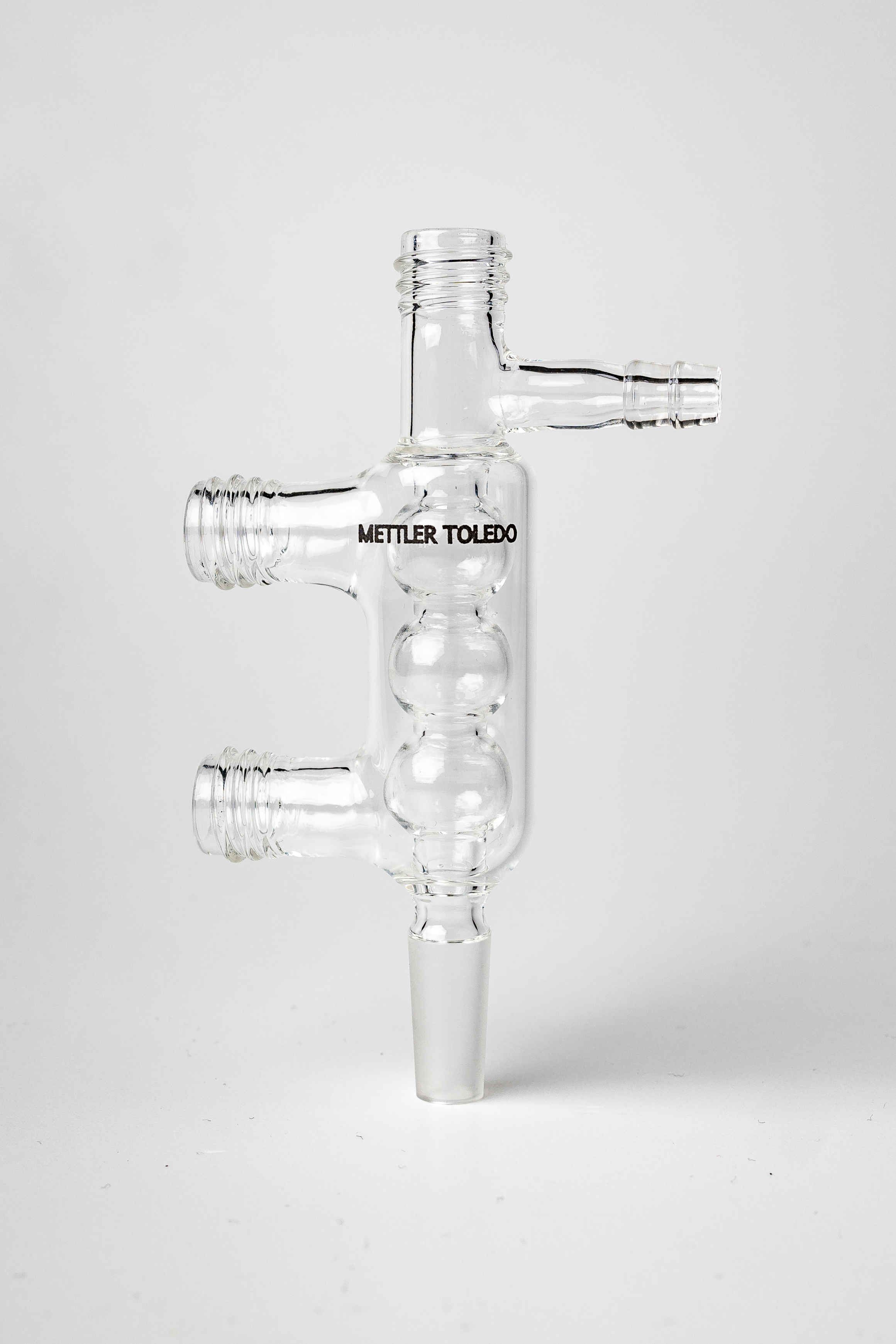
実験室用の還流器

反応物と溶媒の混合物を、丸底フラスコなどの適切な容器に入れる。この容器は、通常上部が大気に開放されている冷却器に接続されている。反応容器を加熱して反応混合物を沸騰させる。混合物から生成された気体は冷却器によって凝縮され、重力によって容器に戻る。その目的は、混合物を大量に失うことなく、高温（溶媒の沸点）および常圧で反応を行うことによって、反応を熱的に加速させることである。
この図は、典型的な還流器を示している。混合物を間接的に加熱するための水浴が含まれている。使用される溶媒の多くは可燃性であるため、ブンゼンバーナーにより直接加熱する方法は一般的に適しておらず、水浴、油浴、サンドバス、ホットプレート、またはマントルヒーターなどの代替手段が用いられる。

## 実験室での蒸留における還流

還流を利用して化学反応にエネルギーを供給する実験器。受器には三角フラスコを使用し、リービッヒ冷却器で凝縮を行う。ここでは蒸留部と分留部が一体化されている。

図に示す実験器は、連続蒸留とは対照的に、バッチ蒸留を表している。蒸留する液体供給混合物を、いくつかの沸騰石とともに丸底フラスコに入れ、精留部を上部に取り付ける。混合物を加熱して沸騰させると、蒸気が塔内で上昇する。蒸気は塔内のガラス板（段またはトレイと呼ばれる）で凝縮し、下の液体に流れ落ち、上昇する留出気体が還流する。最も高温の段は塔底部にあり、最も低温の段は上部にある。定常状態の条件下では、各段の気体と液体は平衡状態にある。最も揮発性の高い気体のみが、最上部まで気体の形のままである。塔頂部にある気体は、復水器に入り、そこで冷却されて液体になるまで冷却される。より多くの段を追加することで（熱、流量などの実際的な制限まで）、分離を強化できる。このプロセスは、液体供給物中の最も揮発性の高い成分がすべて混合物から沸騰するまで続く。この点は、温度計に示されている温度の上昇によって認識できる。連続蒸留の場合、供給混合物は塔の中央に入る。

## 蒸留器における還流
デフレグメーター（Dephlegmator）と呼ばれる凝縮器の温度を制御することで、還流蒸留器を使用し、沸点が高い成分をフラスコに戻しながら、低い成分を二次凝縮器へ移動させることができる。この方法は、高品質のアルコール飲料を製造する際に役立ち、フーゼル油などの望ましくない成分を主フラスコに戻すことができる。高品質な中性スピリッツ（ウォッカなど）や、蒸留後に風味を付けるスピリッツ（ジン、アブサンなど）では、発酵による原料由来の風味を感じさせない製品にするために、複数回の蒸留や活性炭によるろ過が行われることがある。また、蒸留器の形状も還流の程度を左右する要因となる。単式蒸留器では、ボイラーから凝縮器へとつながる管（ラインアーム）が上向きの角度を持つと、液体が凝縮しやすくなり、ボイラーに戻る還流が増加する。一般的な結果として、この方法は基本的なワーム型凝縮器と比較して、生産量を最大50%向上させることができる。さらに、蒸気の膨張による冷却と凝縮・還流を促すために、銅製のボイリングボール（Boiling ball）を配管内に設置することもある。塔式蒸溜器では、塔内部に充填材などの不活性物質を追加することで、早い段階での凝縮を促し、還流を増加させることができる。

## 画像

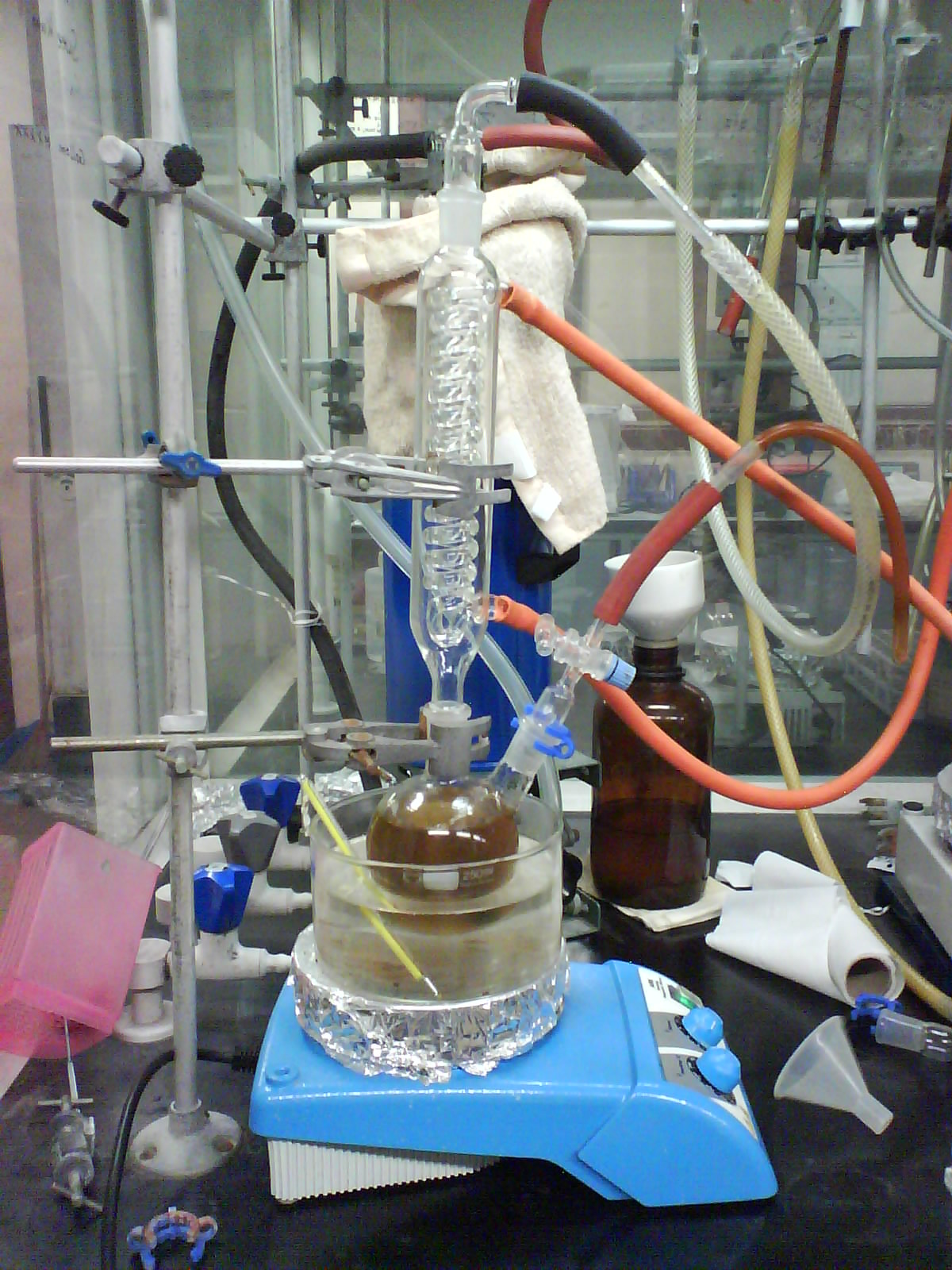
トルエンは、蒸留前にナトリウム-ベンゾフェノン乾燥剤で還流され、純粋な無酸素および無水のトルエンが得られる。

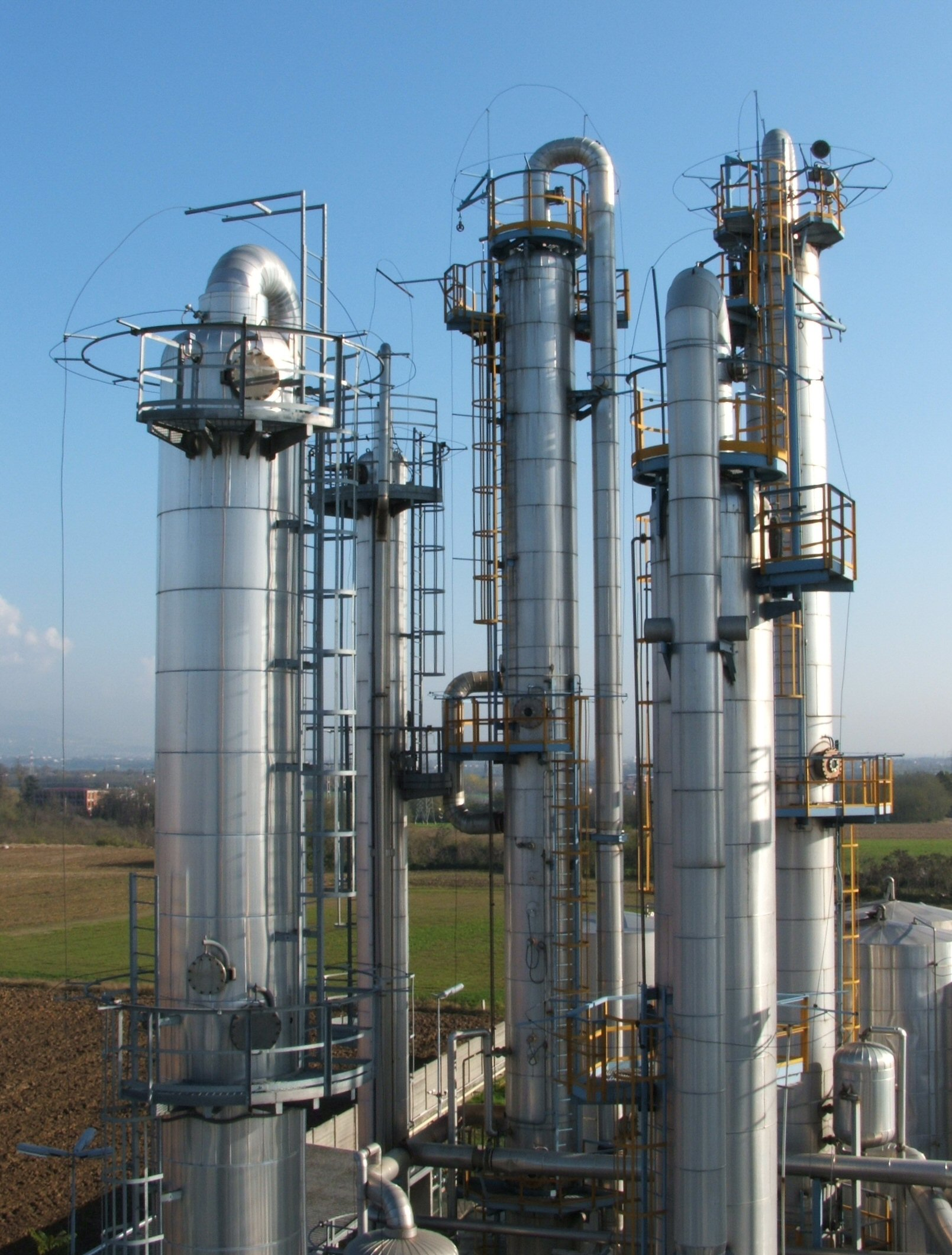
還流を使用するすべての工業用分留塔

還流を使用する有機合成装置